# Gürtelwürmer
Die Gürtelwürmer (Clitellata) sind eine Klasse der Ringelwürmer. Sie umfassen wenigstens 3800 Arten, die eine natürliche (monophyletische) Einheit bilden. Zu ihnen gehören so bekannte Formen wie die Regenwürmer oder die Blutegel.

## Kennzeichen
Namensgebend für die Gürtelwürmer ist eine Struktur namens Clitellum. Es handelt sich dabei um eine Epidermisregion, die durch ihre zahlreichen Drüsen eine Erhebung am Körper bildet. Das Clitellum umgibt den Körper gürtelförmig in wenigen, hintereinanderliegenden Segmenten an der
vorderen Körperhälfte. Die Eier der Gürtelwürmer entwickeln sich in einem Kokon, der vom Clitellum abgeschieden wird.
Die Tiere haben im Gegensatz zu den Vielborstern nur wenige oder gar keine Borsten, keine seitlichen, beinähnlichen Auswüchse (Parapodien), keine Fühler und keine Cirren (kleine bewegliche Füßchen).

## Fortpflanzung

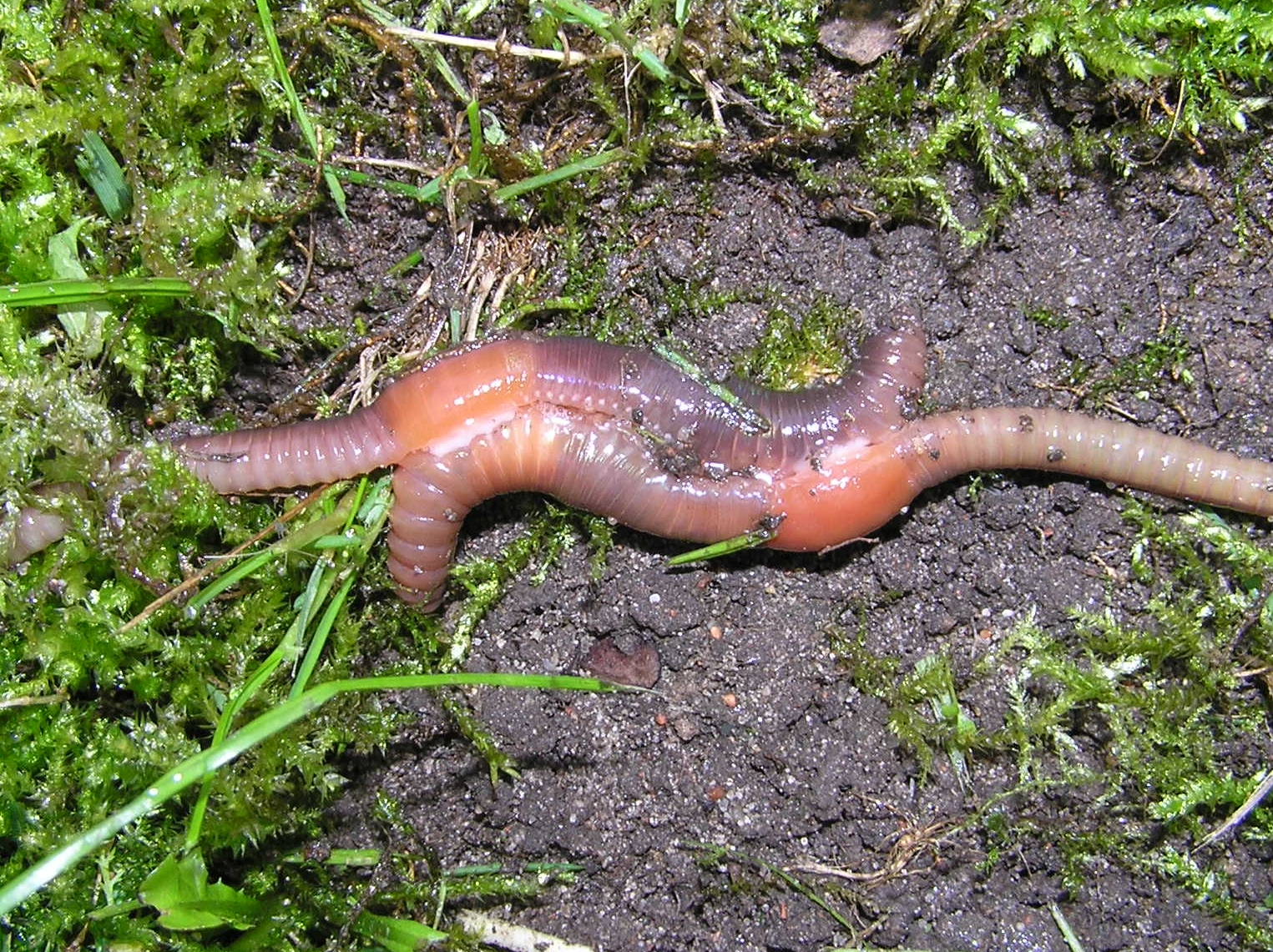
Kopulation zweier Regenwürmer

Die Gürtelwürmer sind Hermaphroditen (Simultanzwitter). Die Gameten (Geschlechtszellen) werden ins Clitellum abgegeben. Nach der Befruchtung wird das Clitellum abgestrichen. Die Tiere betreiben eine Außenbefruchtung und vergraben ihre Eier tief unter der Erde, um sie vor Fressfeinden zu schützen.

## Systematik
Die Gürtelwürmer werden traditionell (vereinfacht) in zwei Taxa untergliedert, wobei aber zu beachten ist, dass die Wenigborster keine einheitliche (monophyletische) Gruppe bilden.
- Wenigborster (Oligochaeta) mit etwa 3500 Arten; Vorkommen überwiegend im Süßwasser, jedoch auch auf dem Land und im Meer.
- Egel (Hirudinea) mit etwa 300 Arten; Vorkommen überwiegend im Süßwasser, jedoch auch auf dem Land.